# Taracus
Genre
Taracus est un genre d'opilions dyspnois de la famille des Taracidae.

## Distribution
Les espèces de ce genre se rencontrent en Amérique du Nord et en Asie du Nord.

## Liste des espèces
Selon World Catalogue of Opiliones (12/04/2023) :
- Taracus aspenae Shear, 2018
- Taracus audisioae Shear, 2016
- Taracus birsteini Lyovushkin, 1971
- Taracus carmanah Shear, 2016
- Taracus fluvipileus Shear, 2016
- Taracus gertschi Goodnight & Goodnight, 1942
- Taracus marchingtoni Shear, 2016
- Taracus packardi Simon, 1879
- Taracus pallipes Banks, 1894
- Taracus silvestrii Roewer, 1929
- Taracus spesavius Shear, 2016
- Taracus taylori Shear, 2016
- Taracus timpanogos Shear, 2016
- Taracus ubicki Shear, 2016

## Systématique et taxinomie
Ce genre a été décrit par Simon en 1879 dans les Ischyropsalididae. Il est placé dans les Nemastomatidae par Banks en 1894, dans les Sabaconidae par Shear en 1986 puis dans les Taracidae par Schönhofer en 2013.

## Publication originale
- Simon, 1879 : « Descriptions d'Opiliones nouveaux. » Annales de la Société Entomologique de Belgique, Comptes-Rendus des Séances, vol. 22, p. 70–75 (texte intégral).